# Calle de Santa Ana (Madrid)

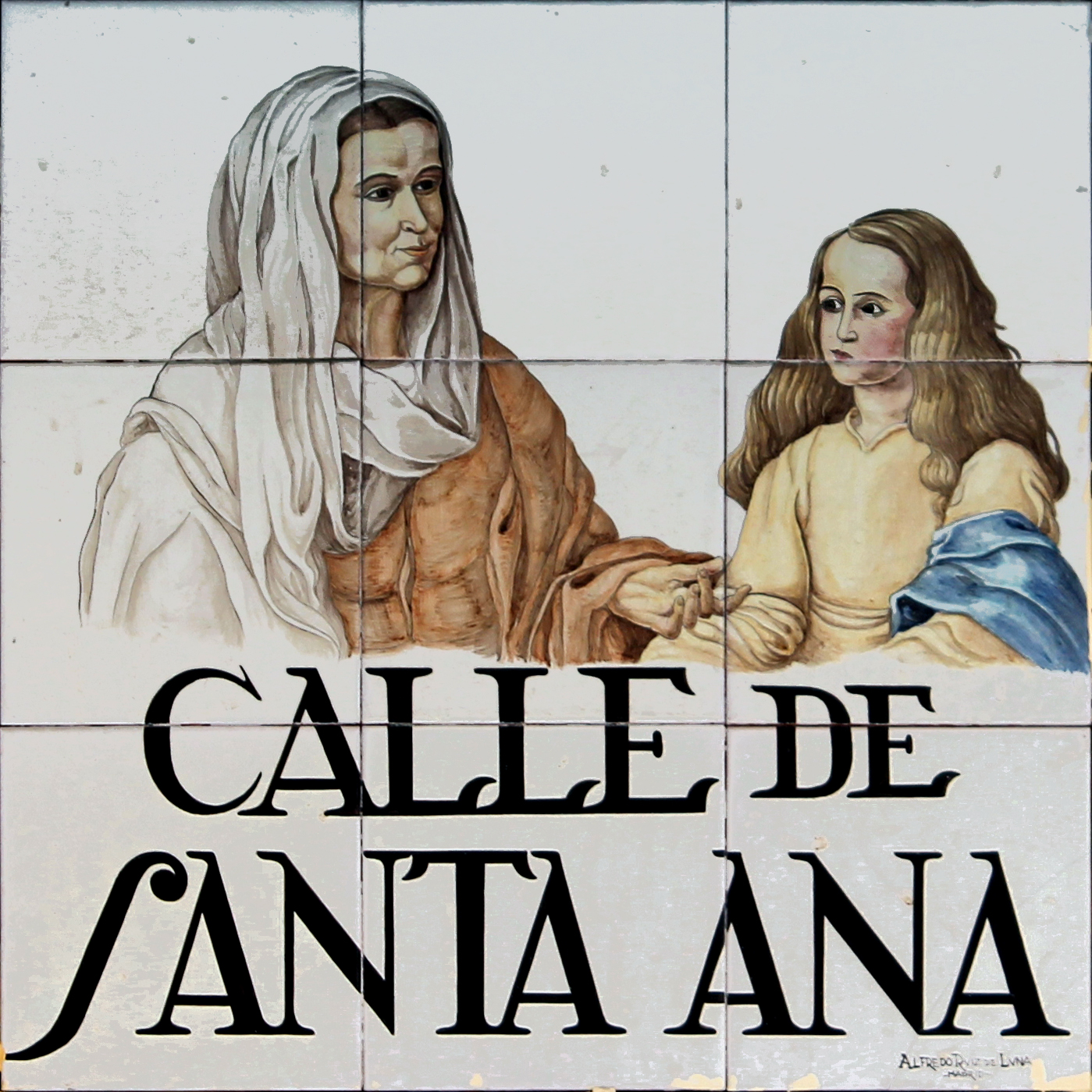
Placa del callejero del Madrid monumental. Detalle del cuadro de Murillo Santa Ana enseñando a leer a la Virgen, conservado en el Museo del Prado, pintado por el ceramista Alfredo Ruiz de Luna.

La calle de Santa Ana es una vía del barrio de La Latina, en el distrito Centro de Madrid. Forma parte del entramado callejero del Rastro madrileño, junto a la plazuela de Vara del Rey, y discurre describiendo un arco en dirección norte-sudoeste desde la calle de la ruda a la calle del Bastero. En el número 9 de esta calle estuvo la legendaria «casa de la Cinco Tejas», considerada por los la mejor la casa más pequeña de Madrid, y derribada en 1851.

## Historia
Toma su nombre de una de las varias leyendas cristianas habituales en el callejero de Madrid, sobre la que en la antigüedad fuera «patrona y abogada de la Villa», alrededor de una imagen de Santa Ana que había en la finca de la familia de los Herreras, que luego fue trasladada a la vecina iglesia de Santa María. Cuenta el cronista Pedro de Répide que, siendo el día de Santa Ana –madre de la virgen María– fiesta mayor en Madrid, se reunían en romería vecinos de las comunidades gitanas de la ciudad para bailar ante el templo de Santa María. Este festejo gitano y cañí fue recogido por Miguel de Cervantes en su novela La gitanilla, en la escena en que su protagonista, Preciosa, entra por primera vez en Madrid en el día de la fiesta de Santa Ana y «canta su romance al son de unas sonajas» ante la imagen de la abuela de Cristo.
También recoge Répide en sus artículos sobre las calles madrileñas que, en el tramo de esta calle entre la de las Velas y la calle de la Ruda, estuvo al parecer la casa considerada más pequeña de Madrid, numerada con «el número 20 antiguo y 9 moderno de la manzana 88». En la parroquia de San Justo queda registrada dentro de las «memorias de María León», vecina del barrio, se supone, y arrendada en catorce reales al mes. Se conocía como casa de las Cinco Tejas, porque, siendo tan estrecha, solo cinco tejas coronaban su fachada.
Hilario Peñasco de la Puente y Carlos Cambronero, tras situarla en el plano de Espinosa de 1769, documentan «antecedentes de construcciones particulares desde 1708».